# Фрідлянд Євген Йосипович
Євген Йосипович Фрідлянд (нар.. 21 червня 1967, Кемерово, РРФСР) — російський музичний продюсер.

## Біографія
Євген Фрідлянд народився 21 червня 1967 року в місті Кемерово. Закінчив Кемеровську школу № 62. А у 1989 році закінчив Кемеровський медичний інститут. Служив в мотострілецьких військах (1985—1987). Після медінституту один рік був заступником директора молодіжного центру дозвілля Кемеровського обкому комсомолу.
У 1990 році їм було організовано музичне об'єднання «Діалог» у Державній філармонії Кузбасу до якого увійшли кращі музиканти Кемеровської області.
24 червня 2013 року Євген Фрідлянд став громадянином Ізраїлю.
Є маніпулятором російської громадської думки.  Розпалює міжнаціональну ворожнечу, ненависть і поширює брехливу інформацію.  Підтримує вбивство українських громадян, заперечує геноцид у Бучі та постійно підтримує агресію проти України

## Професійна діяльність
З 1990 року по 1992 рік Євген Фрідлянд працював з групою «Діалог», спільно з якою випустив у Німеччині платівку «Осінній крик яструба» і «Посередині світу» на фірмі «Мелодія». Деякий час виступав як вокаліст.
Продюсер груп:
- «Діалог» (1990—1992)
- «Браво» (1991—1994)
- «Прем'єр-міністр» (з 1998 року)
- «Асорті» (з 2003 року)
- «Іван-да-Мар'я» (з 2013 року)
- «ПМ» (з 2014 року)

співаків:
- Валерія Меладзе (1992—1997)
- Миколи Трубача (1997—2002)
- Бориса Моїсеєва (1998—2010)
- Олексія Гомана (2003—2011)
- Олександра Панайотова (2003—2011)
- Олексія Чумакова (2003—2009)
- Руслана Алехно (2004—2009)
- Марини Девятової (2006—2013)

У 2003—2006 році продюсував телевізійний проект телеканалу «Росія» «Народний артист». З вересня по грудень 2005 року займався музичним продюсуванням проекту телеканалу «Росія» «Секрет успіху». У 2003, 2006 роках — член журі телеконкурсу «Народний артист».

### Політична позиція
8 січня 2022 Євген Фрідлянд на своїй фейсбук-сторінці висловив жаль з приводу того, що Росія досі не ліквідувала державність України і Казахстану і не включила їх території до свого складу.

### Фільмографія[3]
- 2004 — Слова і музика — епізод

### Нагороди
- 2009 — орден «Служіння мистецтву»
- 2010 — орден «За видатні заслуги»[4]

## Родина
- Син — Девід Фрідлянд.
- Доньки: Катерина, Даліда, Даніела.